# 萬芳社區
萬芳社區是位於臺灣臺北市文山區木柵西北部的一個山坡地示範社區，因過去在此地有萬隆及芳川兩座煤礦，因此命名為「萬芳社區」。社區設籍人口約15,000人。社區範圍大致位於萬芳路、木柵路四段、和平東路四段與萬美街之間，面積13.7平方公里；行政區包括了文山區的萬芳里與萬美里。
2006年完成的「140高地公園」是社區內最大的綠地，為面積達5.4公頃的自然森林。

## 歷史
在社區建立之前，此地原名為枹子坑（抱仔腳、抱仔腳坑），又因為標高140公尺的山坡地，也被稱為「140高地」。日治時期屬文山郡深坑坡內坑，戰後先後隸屬臺北縣深坑鄉及木柵鄉，1968年劃入臺北市木柵區。1972年臺北市政府開始規劃在此地區建設山坡地開發的示範社區，並於1978年起開始進行土地徵收，並著手興建道路及國宅。
社區範圍原屬博嘉里，在1990年3月12日從博嘉里中獨立劃設置萬芳里，但由於人口成長快速，很快的就成為擁有61個鄰的里，因此在2002年再新劃分出萬美里，兩里合計鄰數仍為61鄰。

## 交通
社區內的道路皆以「萬」字為開頭，包括萬利街、萬樂街、萬和街、萬安街、萬美街、萬寧街。
台北捷運木柵線的萬芳社區站也緊臨萬芳社區。

## 大事紀
- 1949年：芳川煤礦開業，創辦人為陳其志先生[4]。
- 1952年：萬隆煤礦開業[4]。
- 1978年：台北市政府於1978年11月起至1984年3月止，分階段徵用民地，建設萬芳社區[5]。在當時的市長李登輝主政下，政府徵收原林姓家族地主所給予之補償費共為五百萬元，地主再向政府購回一小塊土地並興建四層公寓，總共費用恰好是為五百萬元。林姓地主家族當時十分不滿但畏於白色恐怖亦無可奈何。
- 1979年：萬芳路開闢，將萬芳路上之小山丘剷除，使得萬芳社區藉由萬芳路得以連通興隆路[6]。
- 1980年：萬芳國中成立[7]。
- 1982年：萬芳國小成立。
- 1984年：芳川煤礦因六三水災歇業[4]。
- 1985年：萬隆煤礦撤銷公司登記[4]。
- 1990年：因當地人口快速增加，博嘉里劃分為博嘉里及萬芳里[6]。
- 1996年：捷運萬芳社區站及捷運萬芳醫院站成立。
- 1997年：萬芳醫院成立。
- 1998年：萬芳國中改制為萬芳高中[7]。
- 2002年：因當地人口快速增加，萬芳里劃分為萬芳里及萬美里[6]。
- 2005年：萬芳交流道連通信義快速道路，大幅改善文山地區及信義區的交通往來。
- 2011年：2011年1月初，台北市政府宣布規劃將萬利街之萬芳超市改建為公營出租國宅，引發當地民眾抗爭[8]。
- 2012年：2012年6月12日，萬芳路與木柵路交叉口因暴雨發生嚴重積水現象，造成大水淹入民宅，經查為操作人員操作壓力箱涵閘門時疏忽所致，屬人為疏失[9]。
- 2014年：2014年5月，萬芳社區東邊之軍功路更名為和平東路4段[10]。

## 重要地標及場所
- 捷運萬芳社區站：捷運木柵線原規劃走木新路，但因早期人們對捷運之認識不深，木新路當地居抗議木柵線走新路，經過捷運當局考量，木柵線改走萬芳社區，並設立萬芳社區站，反而造就萬芳社區的發展[11][12]。
- 萬芳國小：為一所公立小學，設有小學部及附設幼稚園。
- 寺廟
  - 慈光寺：位於萬芳路26巷內，主祀釋迦牟尼佛。
  - 天佑宮：位於萬芳路上，主祀關聖帝君[13]。
  - 萬福宮：位於萬芳路上，主祀福德正神，該廟毗鄰天佑宮[4]。
  - 萬芳福德宮（土地公廟）：主祀福德正神，原名枹子坑福德宮，已有100餘年歷史，因配合萬芳社區之開發，將此宮廟重建於萬芳7號公園內[14]。
- 公車總站：公車總站有10線公車，分別是0南（萬芳社區至捷運東門站）、和平幹線（原15，萬芳社區至衡陽路）、109（萬芳社區至陽明山）、298（萬芳社區至行天宮）、606（萬芳社區至榮總）、小10（萬芳社區至貓空）、小11（萬芳社區至大春山莊）、棕2（景美女中至萬芳社區）、棕3（捷運動物園至萬芳社區）、綠11（萬芳社區至台電大樓）。另有公車282、棕5、棕6等經過萬芳社區並設公車站。
- 河北公墓[15]
- 萬芳社區內之子社區
  - 萬美社區：性質為國宅社區，萬美里辦公室設於此處[16]。
  - 萬安街社區：性質為國宅社區，萬芳社區之中心區域，住宅及人口較為密集，此處為狹義之萬芳社區，廣義之萬芳社區則包含萬芳里及萬美里（2002年萬芳里重新劃分為萬芳里及萬美里[17]）及鄰近地區。
  - 萬利街社區：大多為國宅之社區[18]。
  - 世界山莊（萬美街）：為本區域之高級住宅社區[19]。
  - 萬寧山莊（萬寧街）：性質為地上權國宅社區[20]。
  - 其他：萬芳大樓（萬和街）、萬和社區（萬和街）、萬芳社區中心（萬美街）、紅樓（萬美街）、大綠世紀（萬美街）、萬美出租國宅（萬美街公務人員訓練處旁）[21]、萬樂出租國宅（萬樂街）[22]、卡莎米亞（萬寧街）、老爺天地（萬寧街）、萬芳Ｃ出租國宅（萬寧街）[23]、綠色傳奇（萬寧街）、環遊市（萬芳路） 、TAIPEI花園（萬芳路）、萬芳Villa（萬芳路）、名人山莊（木柵路）、新光河山（木柵路）。
- 其他公務部門：萬芳消防隊、萬芳派出所、萬美街郵局、萬芳區民活動中心、萬芳民眾閱覽室、中華電信工務站。
- 140高地：萬芳社區北邊之枹子坑山山上，有一台地稱之為140高地，其範圍大致從萬美社區（萬芳社區之一個子社區）至萬寧街前半段。
- 140高地公園：野外山區開發而成之自然森林公園，因公園最高點為海拔138公尺枹子腳山（枹子坑山），取其整數並命名為140高地公園，本公園為萬芳社區最著名公園之一。
- 興隆山（馬明潭山）[24]：位於萬芳社區南方之一座小山，最高點為海拔118公尺。萬隆煤礦及芳川煤礦位於興隆山內。
- 枹子坑山（枹子腳山）[25]：位於萬芳社區北方之一座小山，最高點為海拔138公尺，該點在140高地公園之步道中央處。
- 萬隆煤礦：1952年開業，1985年撤銷公司登記，萬芳社區之命名係起源於當地曾有萬隆煤礦及芳川煤礦。[4]
- 芳川煤礦：1949年開業，創辦人為陳其志先生（南僑公司董事長陳飛龍之父親），1984年因六三水災歇業，萬芳社區之命名係起源於當地曾有萬隆煤礦及芳川煤礦。[4]
- 景美溪河岸：位於萬芳社區之東方，緊鄰木柵路4段。景美溪河岸已綠化，並在此設立道南河濱公園，公園內設有自行車道、廣大草地、籃球場、網球場等。
- 信義快速道路：用來連接信義區與台北聯絡線萬芳交流道，全長3.2公里的快速道路，於2005年5月14日通車。

### 鄰近萬芳社區
- 捷運萬芳醫院站：捷運萬芳醫院站與萬芳醫院共構，該站也是全世界第一個和醫院共構的捷運車站[26]。
- 萬芳醫院：為一所臺北市之市立醫院，規模為醫學中心。
- 萬芳高中：為一所公立完全中學，設有高中部及國中部。
- 萬芳山：位於萬芳高中後方之一座小山，其最高點（海拔60公尺）在進萬芳高中後門沿下坡往前約一百多公尺處附近。
- 臺北市政府公務人員訓練處：為一所訓練機構，專責臺北市政府所屬機關公務人員之教育訓練。
- 萬芳交流道：經由本交流道可連接信義快速道路及國道3號高速公路，為文山區及信義區交通帶來很大改善及便利。

備註：
1.鄰近萬芳社區，但不在萬芳里及萬美里境內。 
2.資料參考來源:Google地圖、Google街景系統、維基地圖。
3.萬芳里地圖
4.萬美里地圖

## 著名人士
萬芳社區聚集許多知名人士，下列人物曾經居住過萬芳社區或目前居住在萬芳社區：
- 郭采潔：知名藝人，小時候住在萬芳社區長大[29]
- 陳飛龍：臺灣企業家及政治人物，曾任立法委員，現任南僑化學工業股份有限公司董事長，年輕時曾在萬芳社區之芳川煤礦擔任礦工。[30] [4]
- 徐明：知名藝人[31]
- 應采靈：知名藝人[31]
- 周渝民（仔仔）：知名藝人[32]
- 蘇有朋：知名藝人[32]
- 孔鏘：知名藝人，並且是台灣著名的電子琴樂師[32]
- 熊仔：饒舌歌手[33]

## 照片

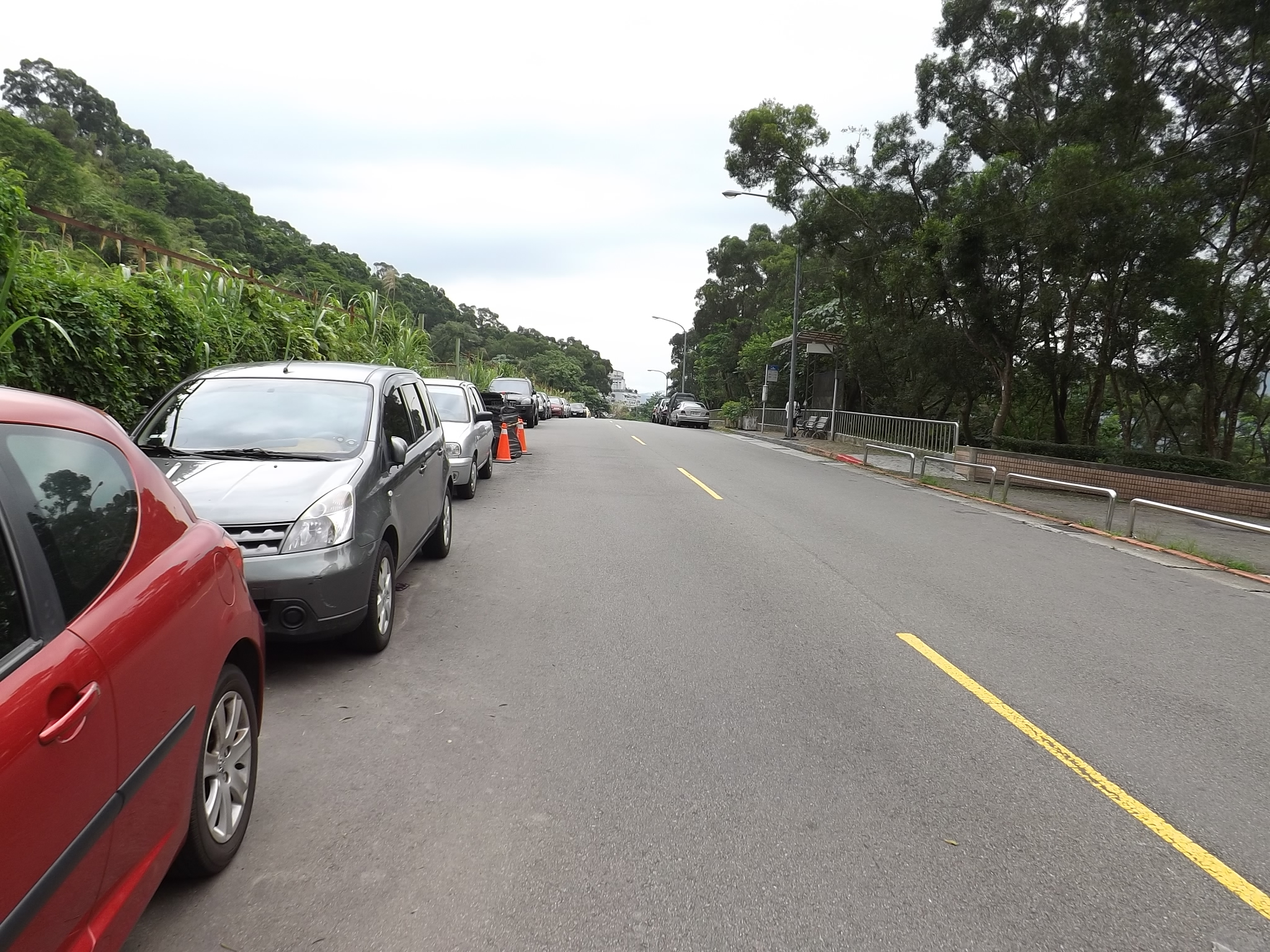
140高地
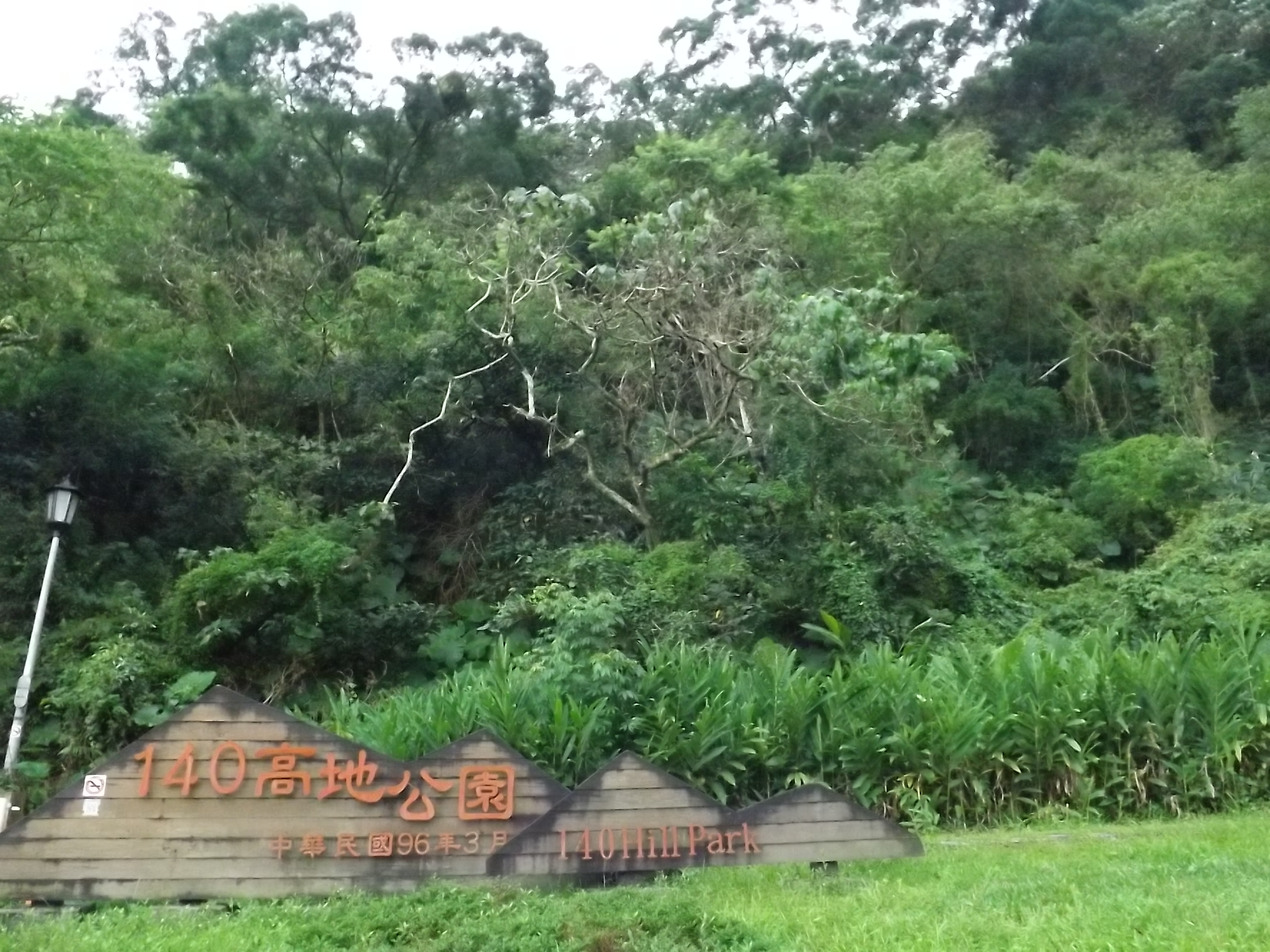
140高地公園
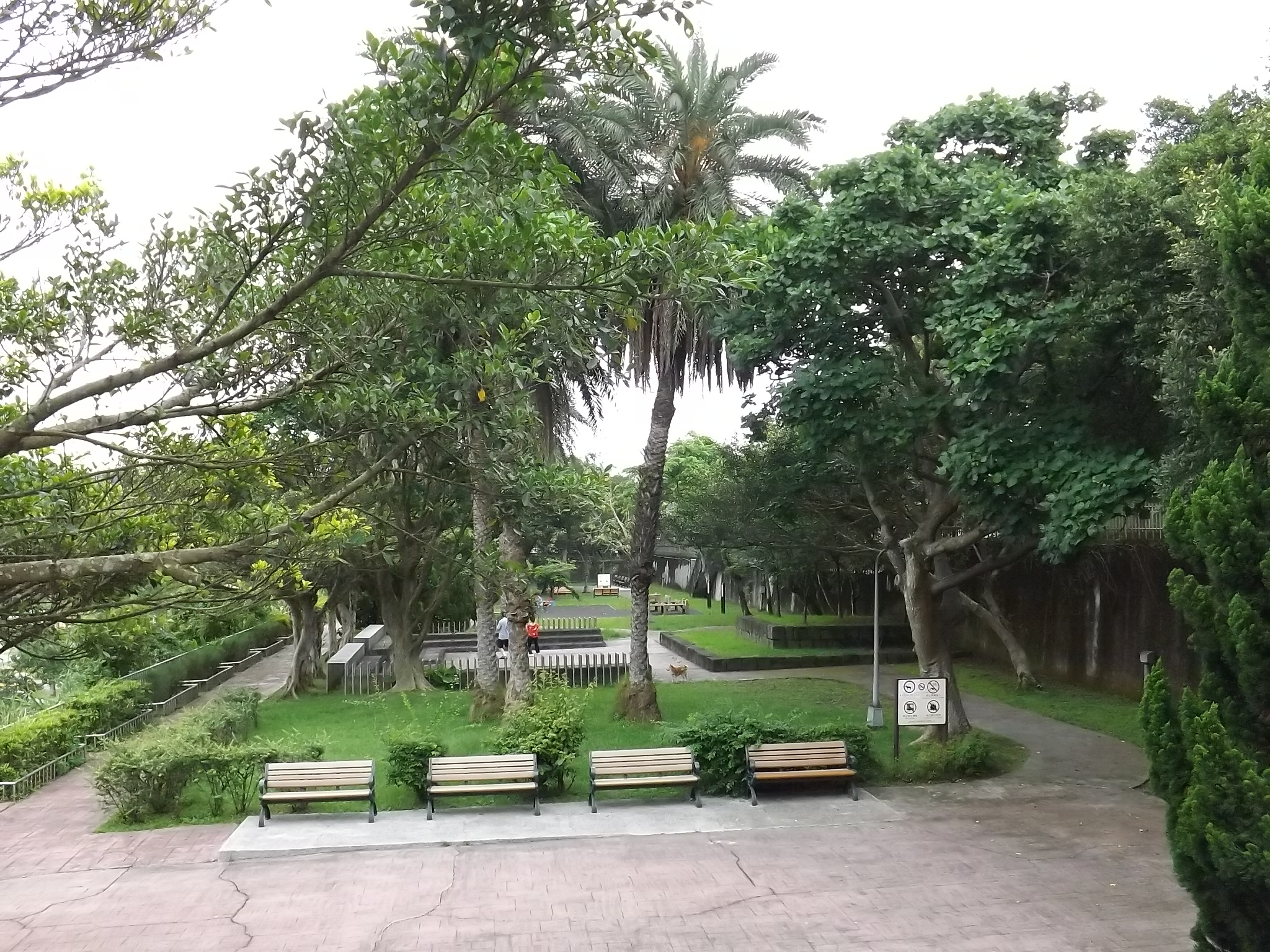
萬芳10號公園
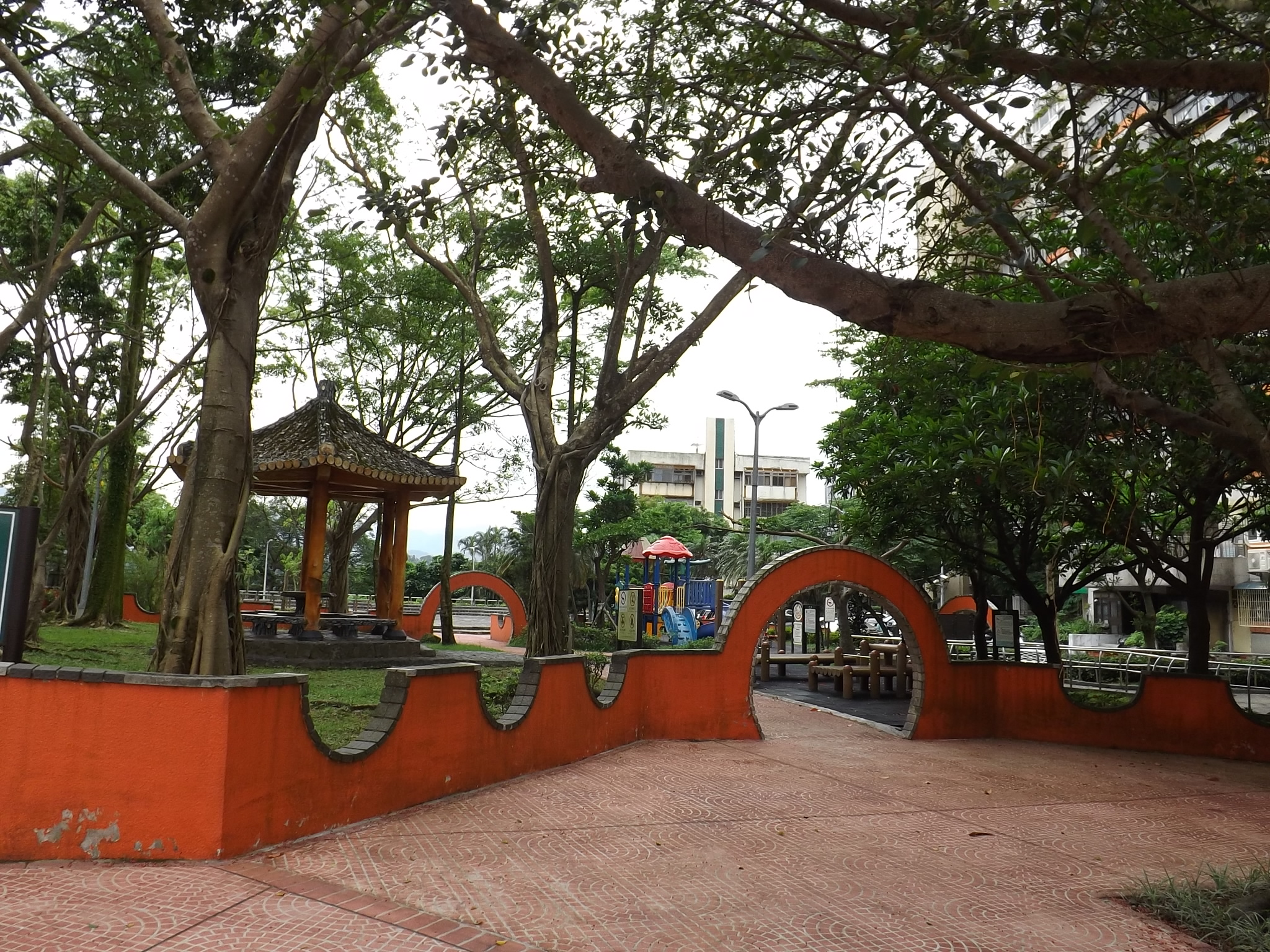
萬芳11號公園
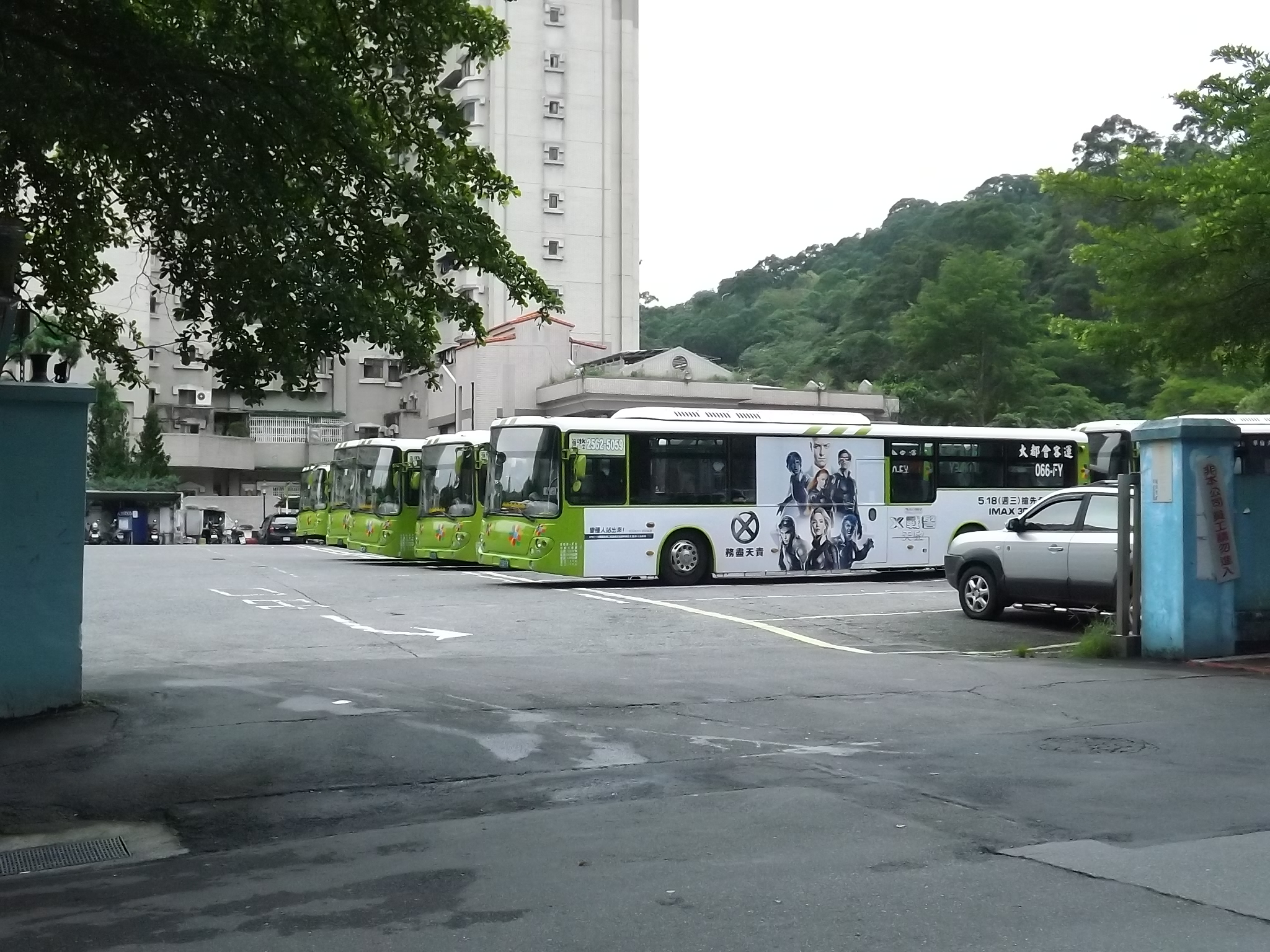
公車總站
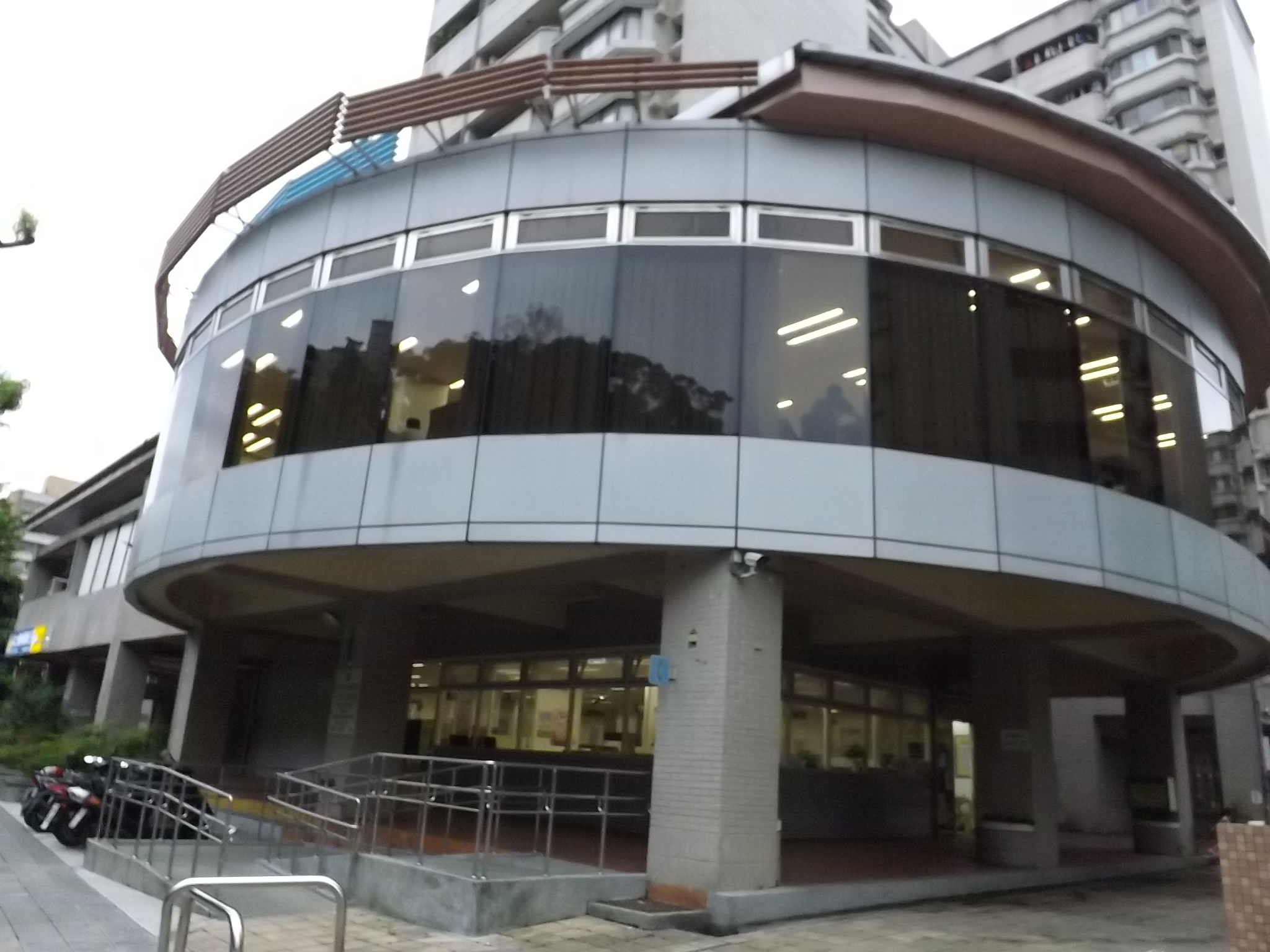
萬芳民眾閱覽室
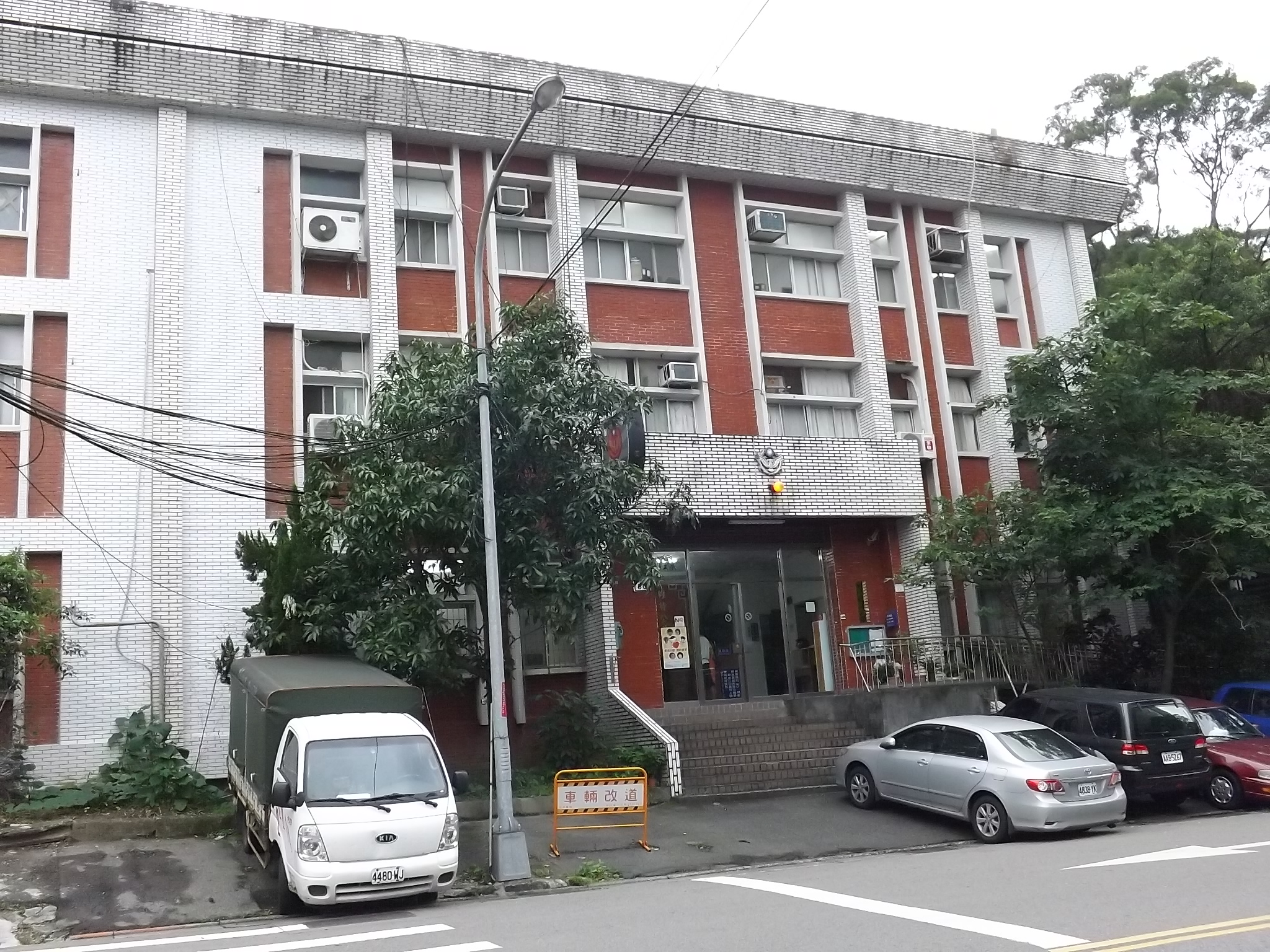
萬芳派出所
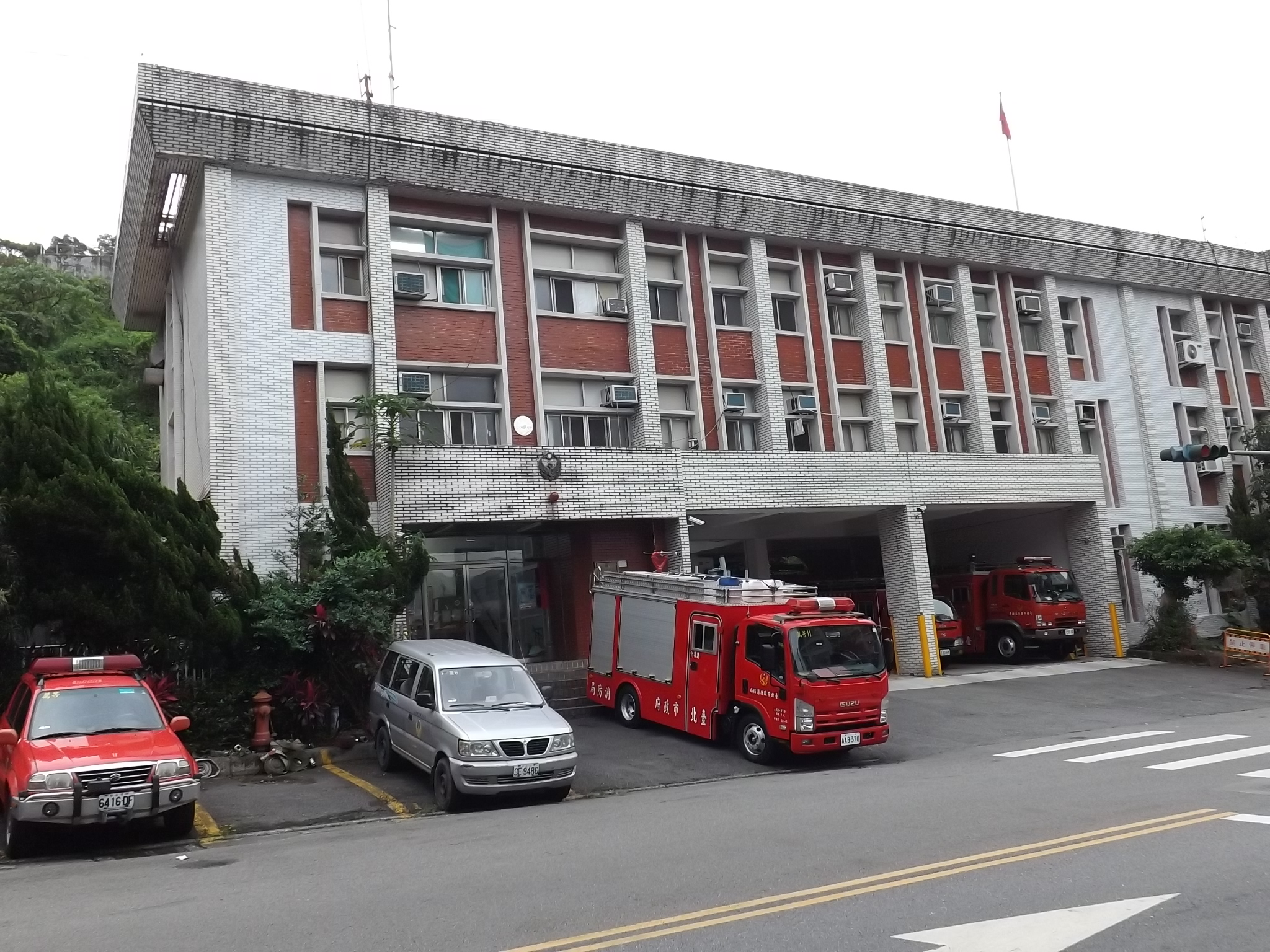
萬芳消防隊
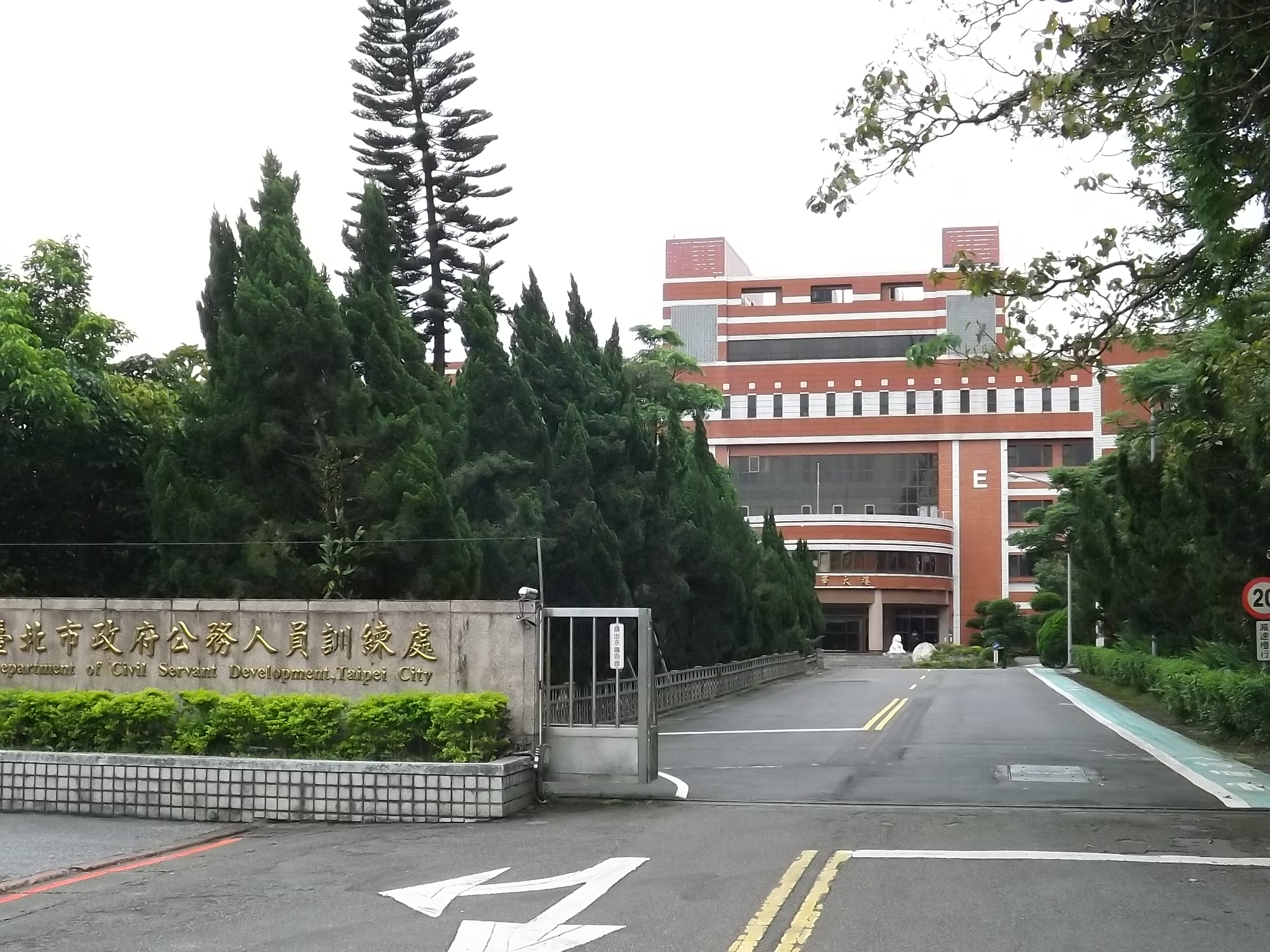
臺北市政府公務人員訓練處
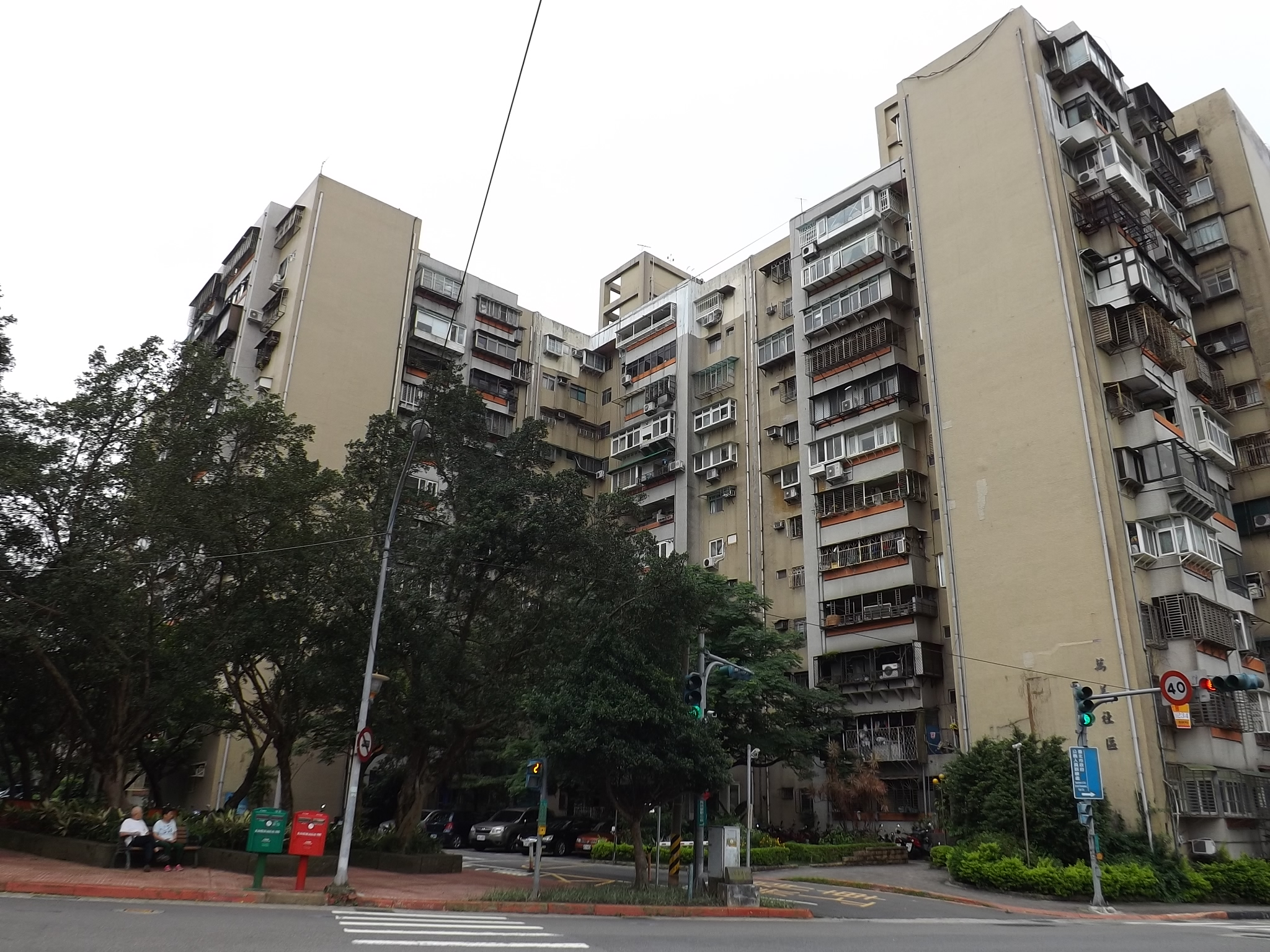
子社區萬美社區
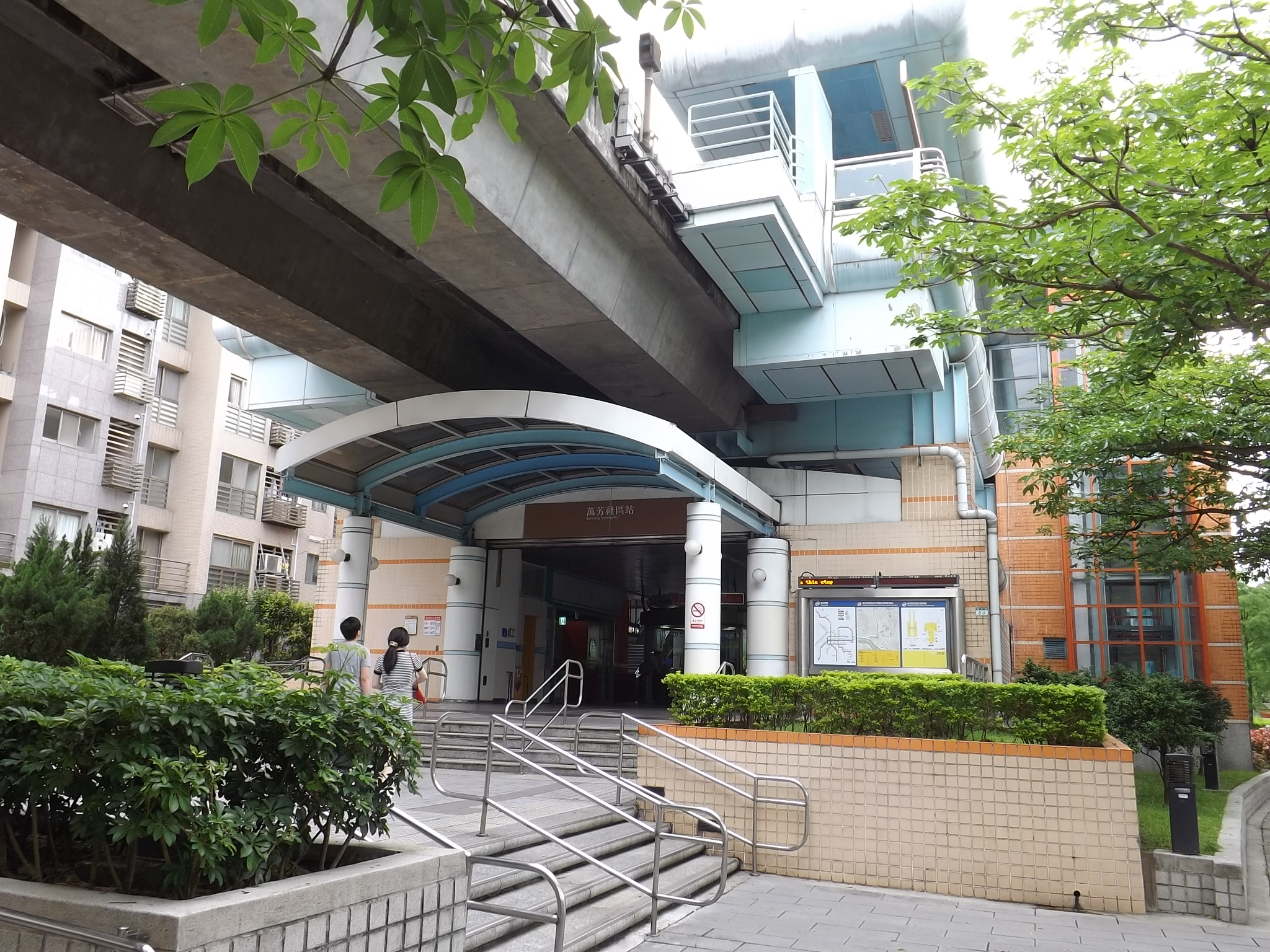
捷運萬芳社區站
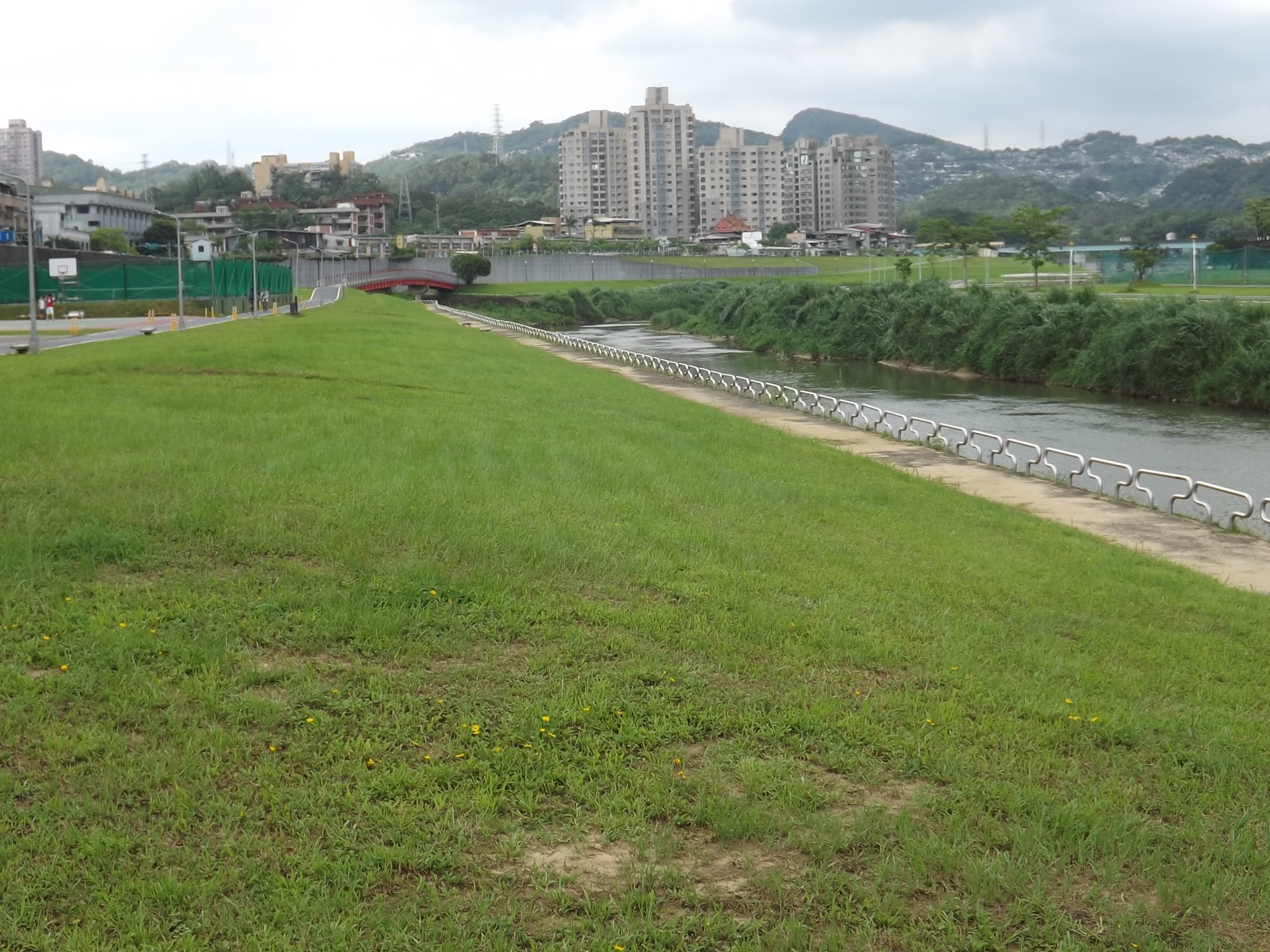
景美溪河岸
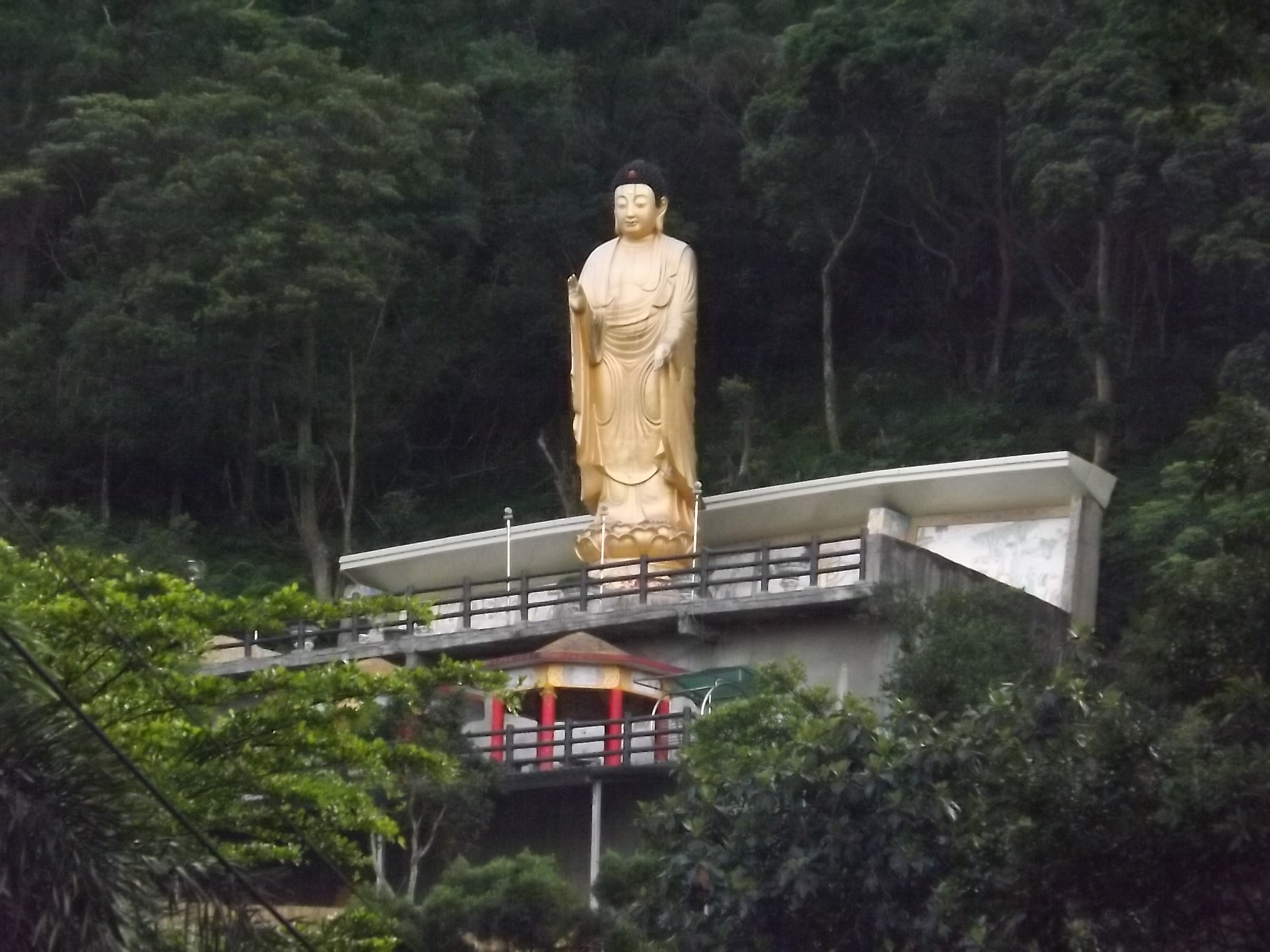
慈光寺
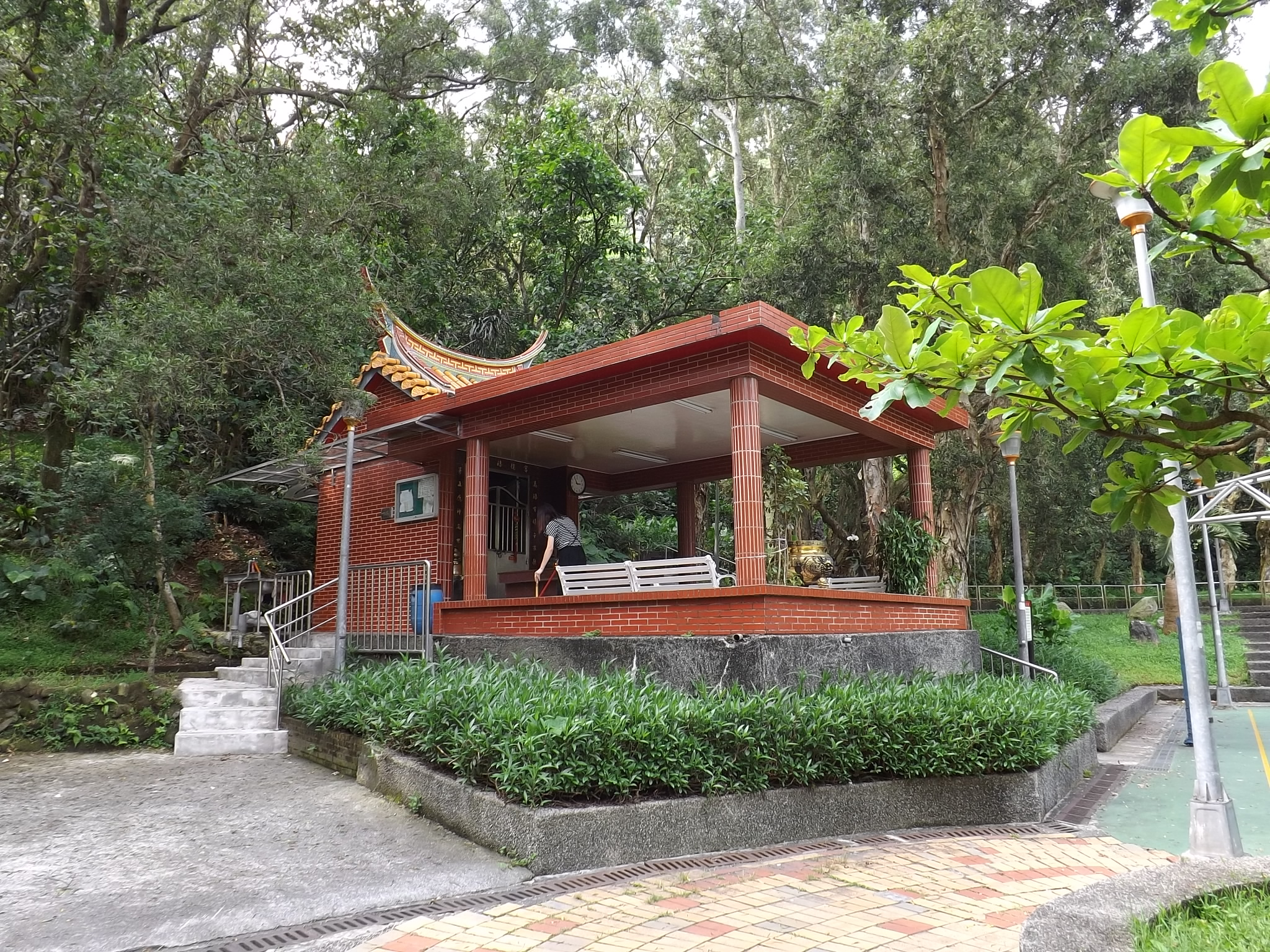
萬芳福德宮
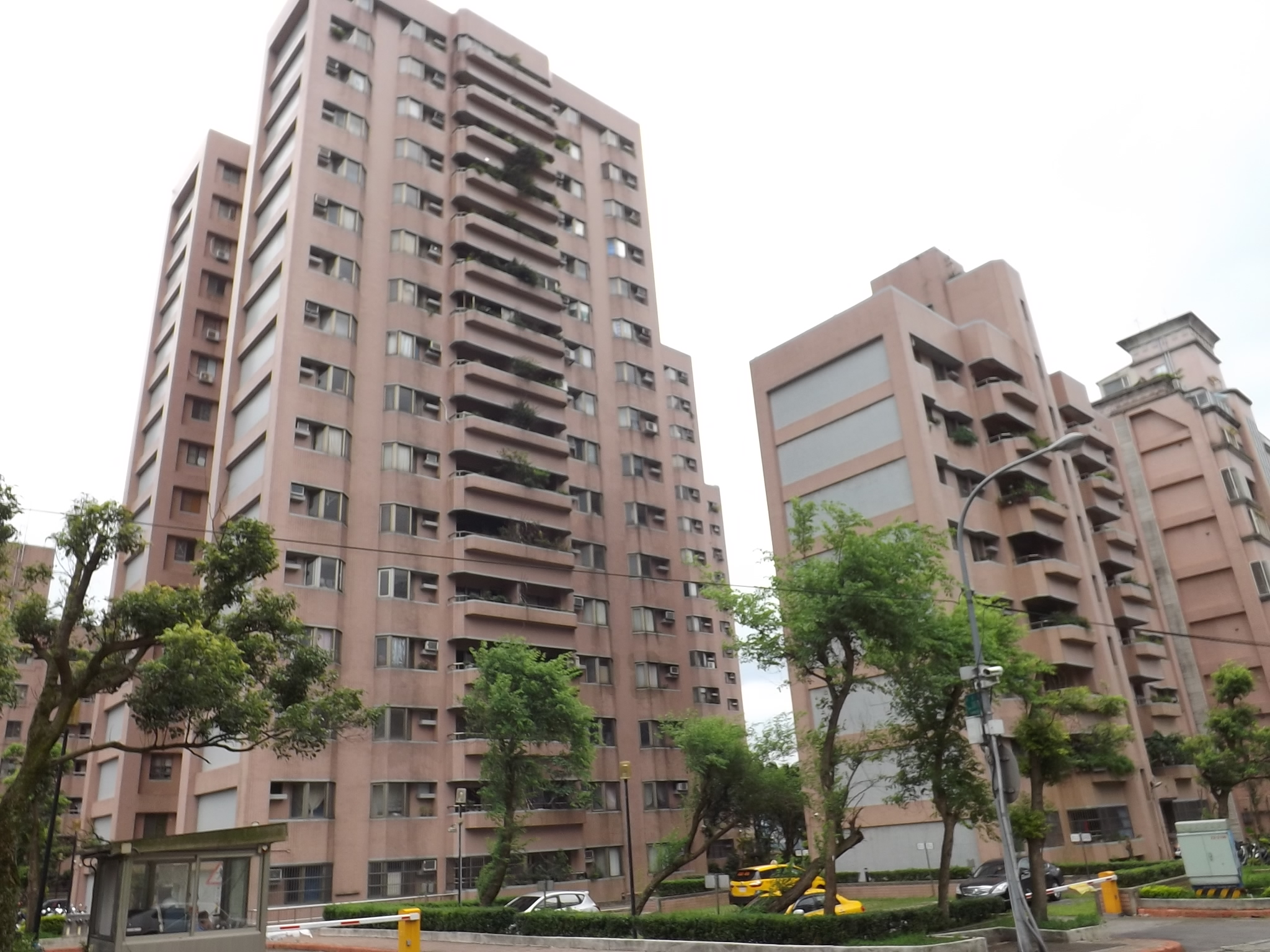
萬芳三期C出租國宅
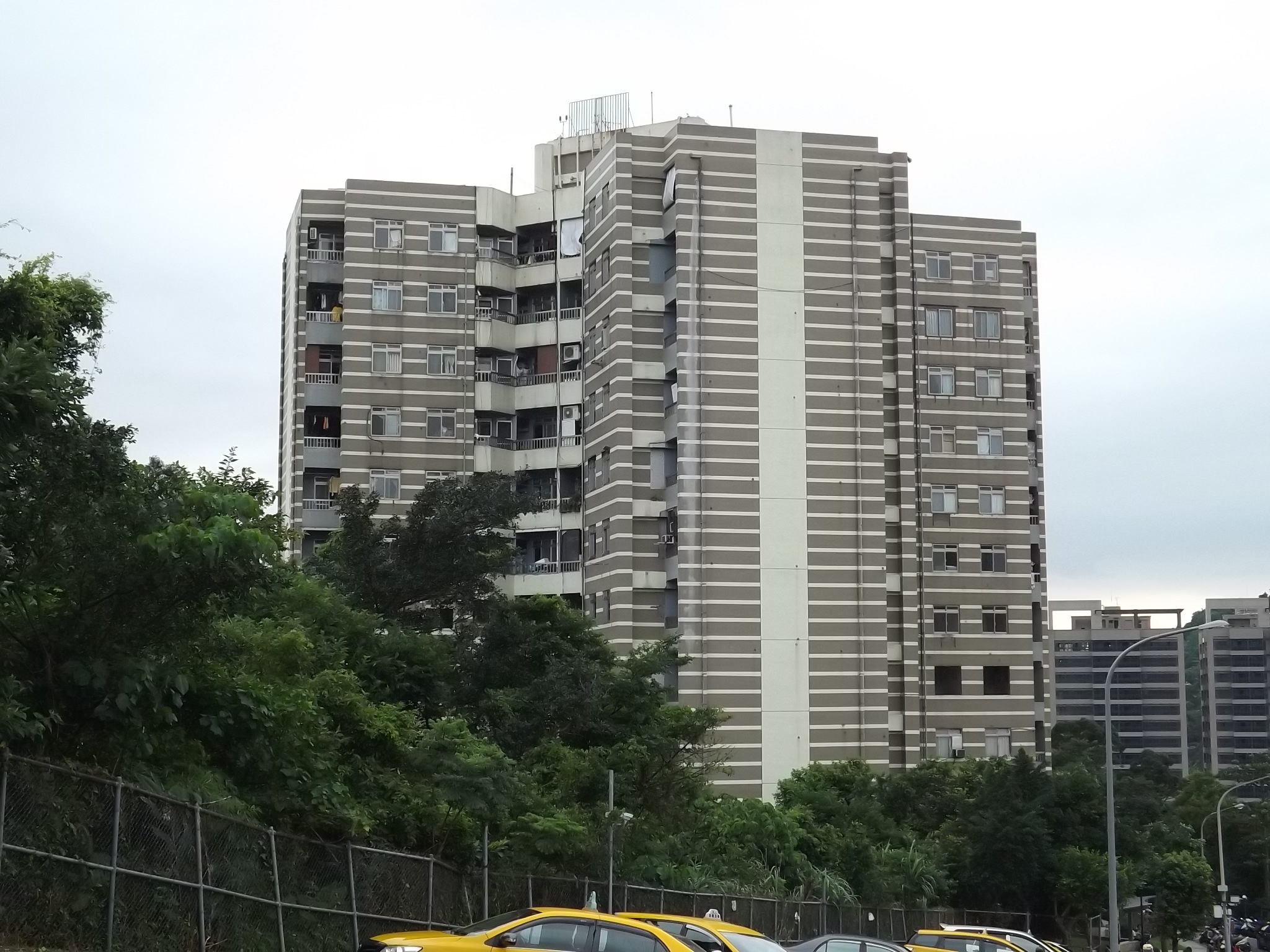
萬美出租國宅
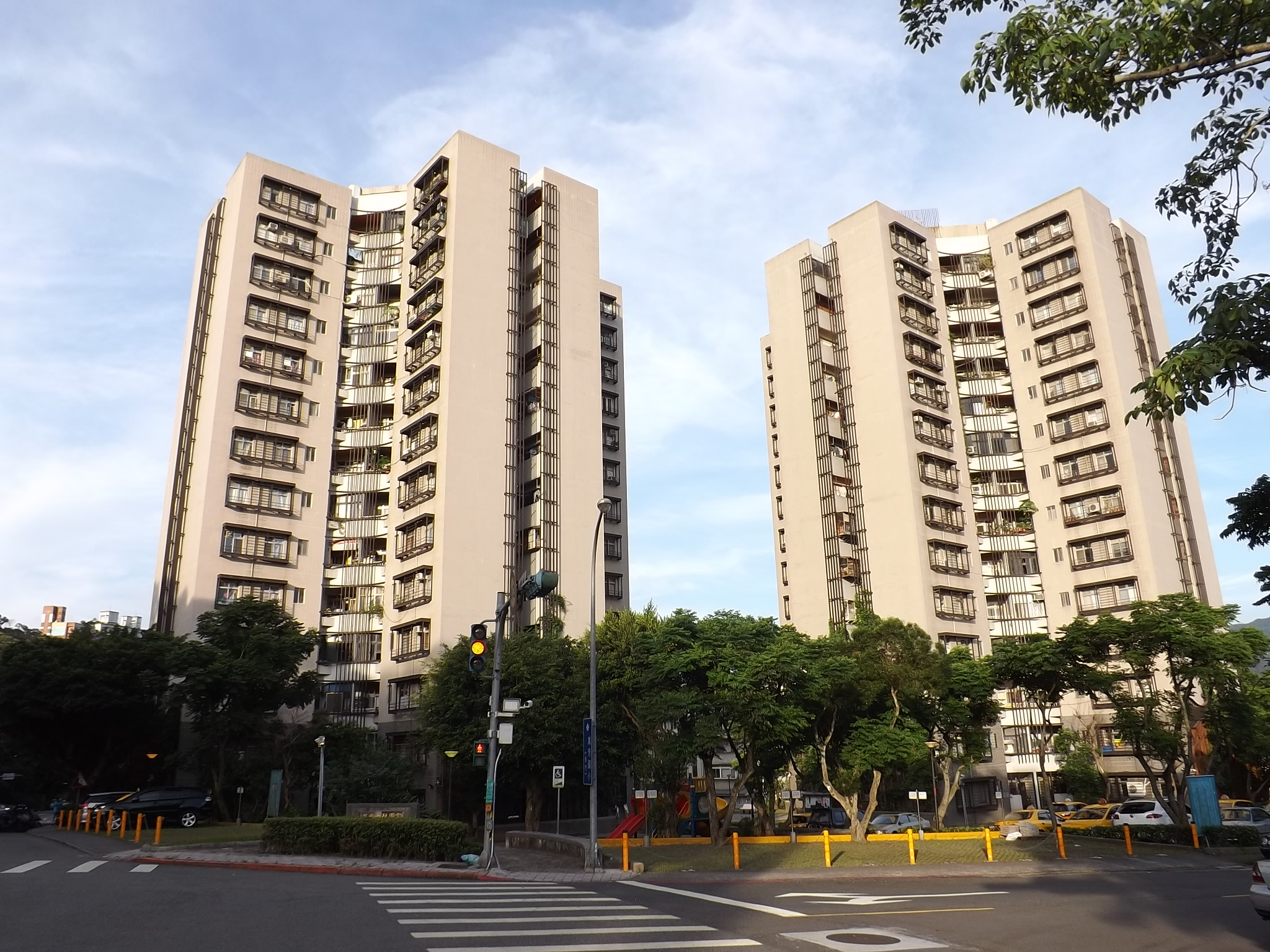
萬樂出租國宅
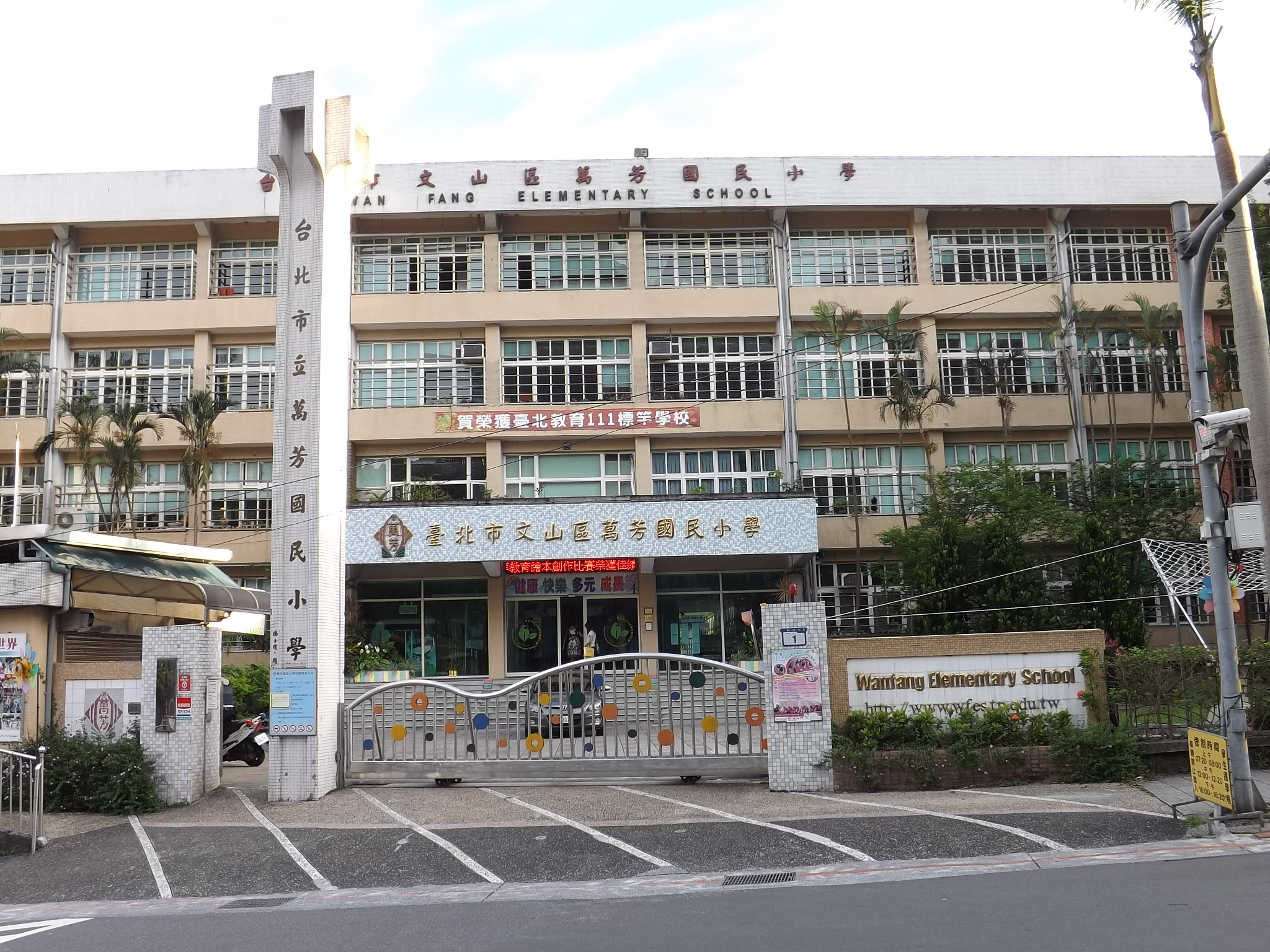
臺北市立萬芳國民小學
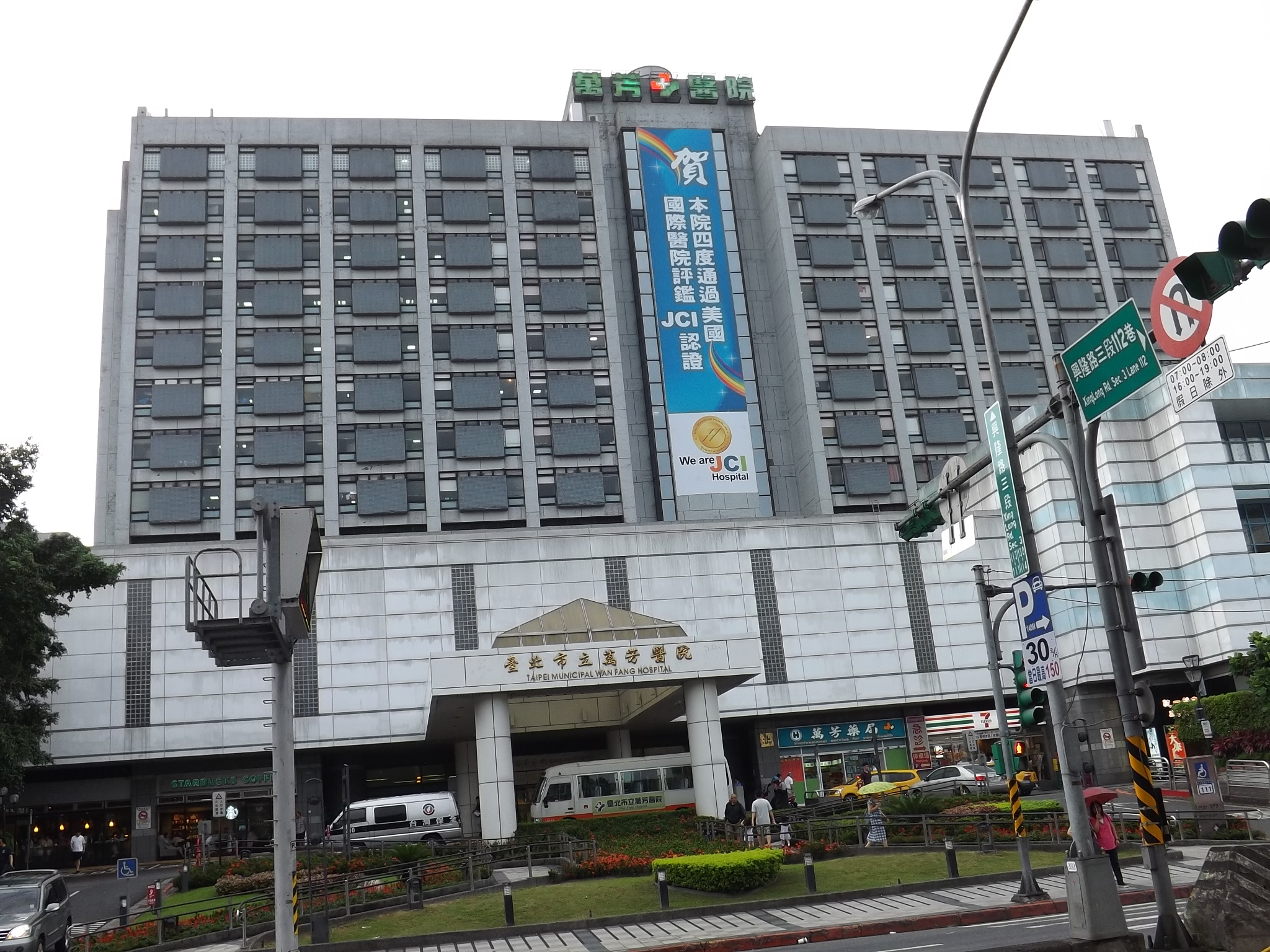
臺北市立萬芳醫院
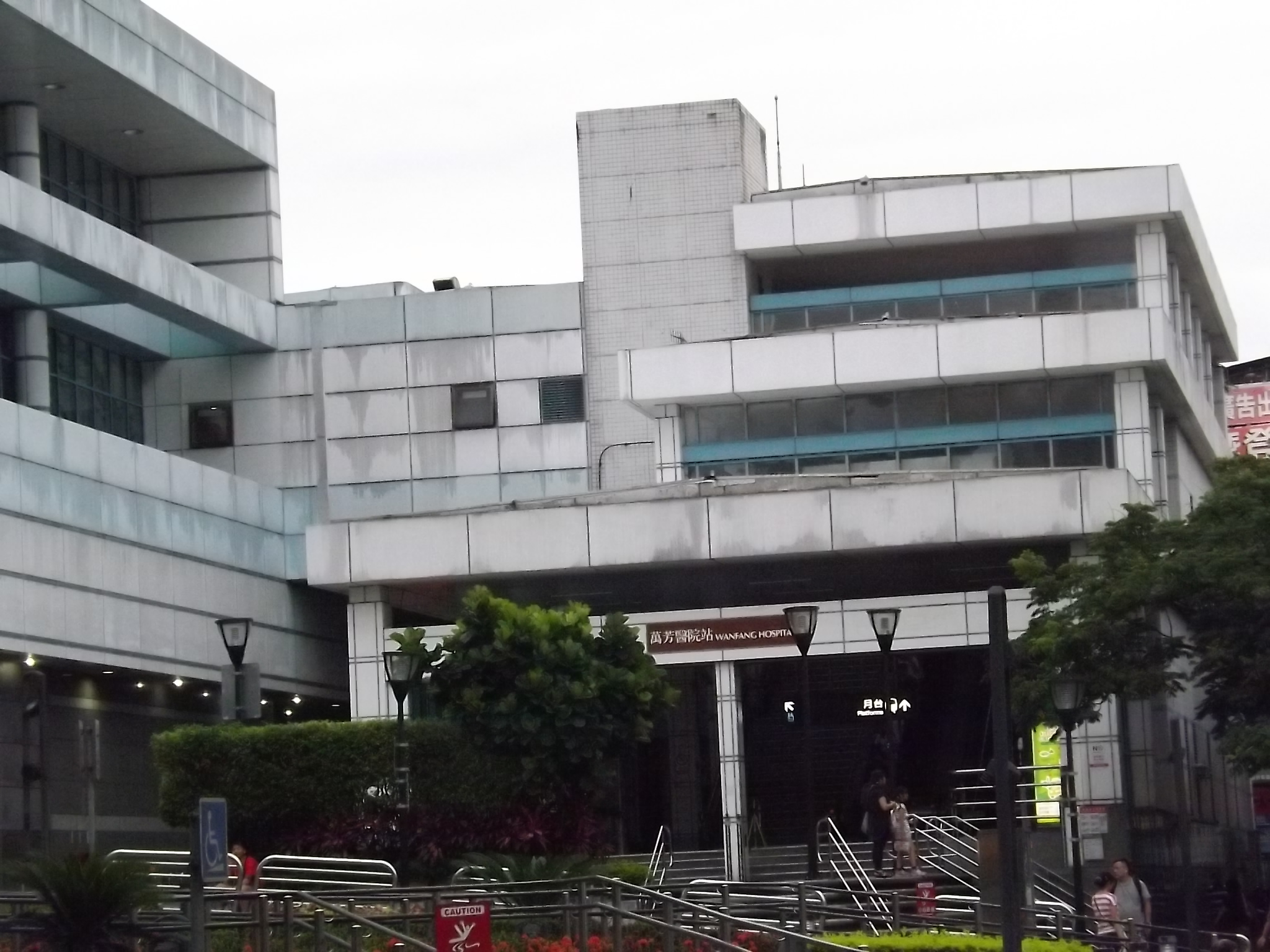
捷運萬芳醫院站
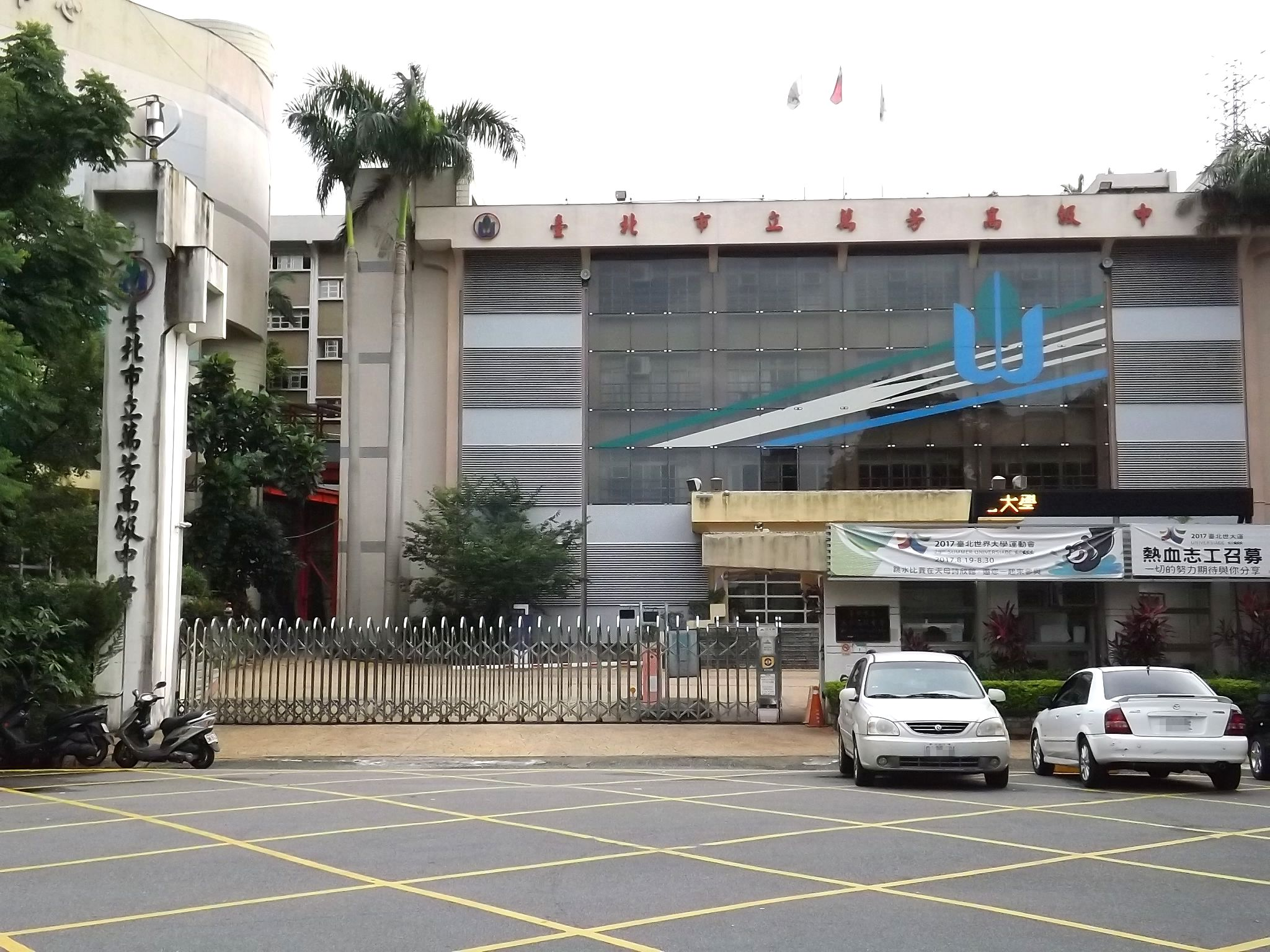
臺北市立萬芳高級中學

## 外部連結
- 台北市萬芳社區發展協會
- 臺北市商業處-商圈介紹-萬芳(商圈) （页面存档备份，存于）